# 558-й авиационный ремонтный завод

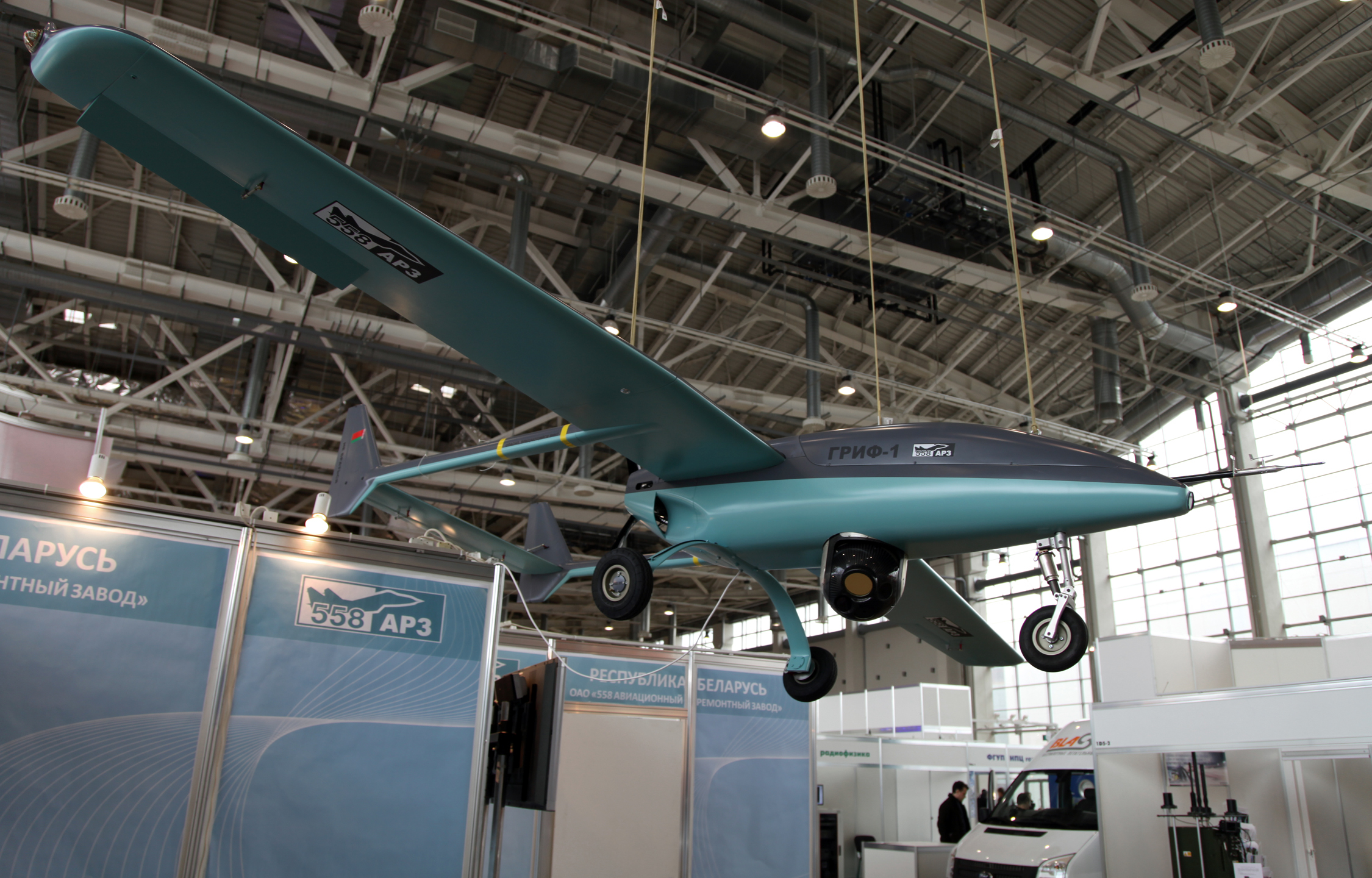
Беспилотный летательный аппарат Гриф-1

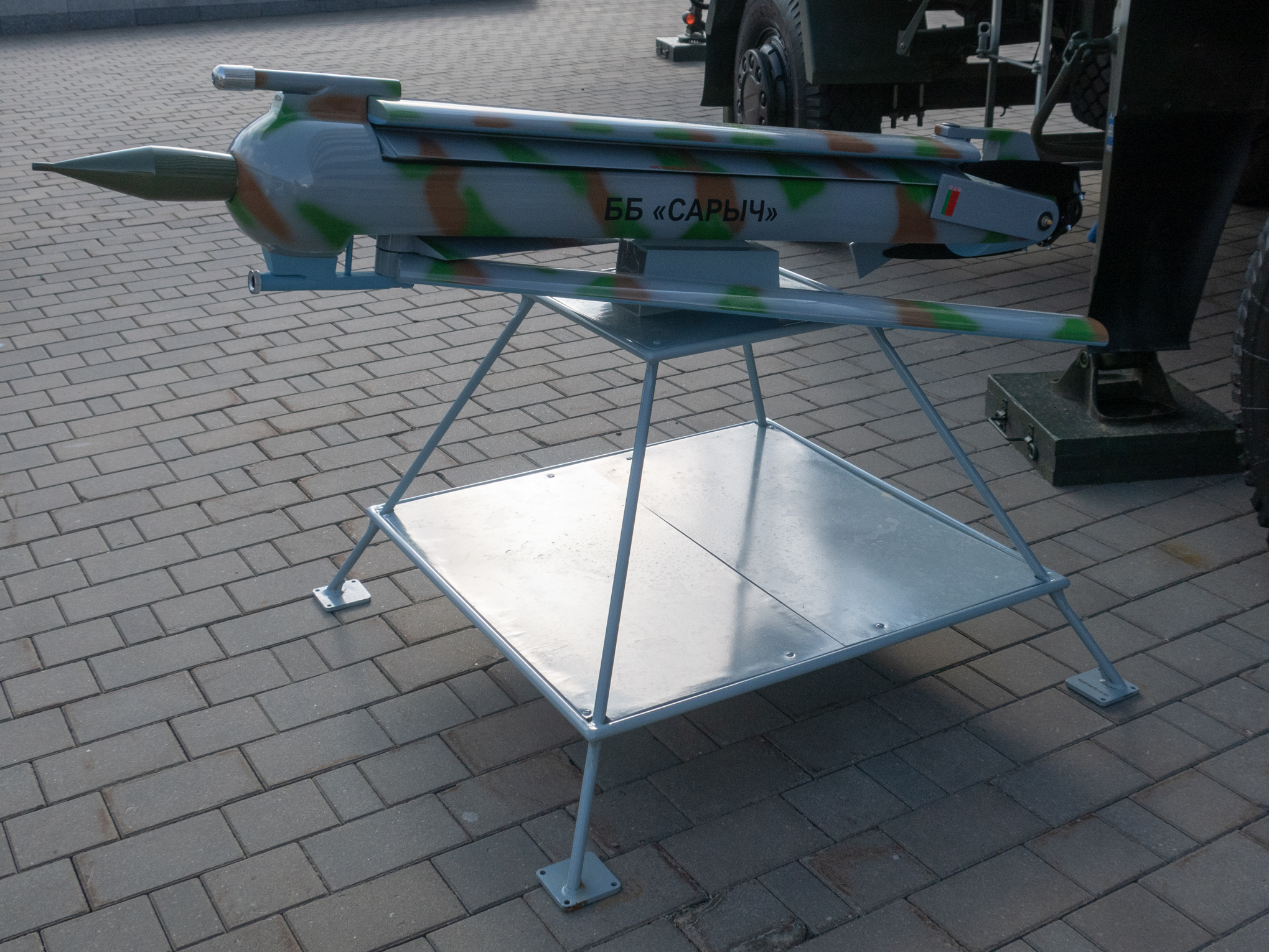
Беспилотный авиационный комплекс «Сарыч» с дроном-камикадзе

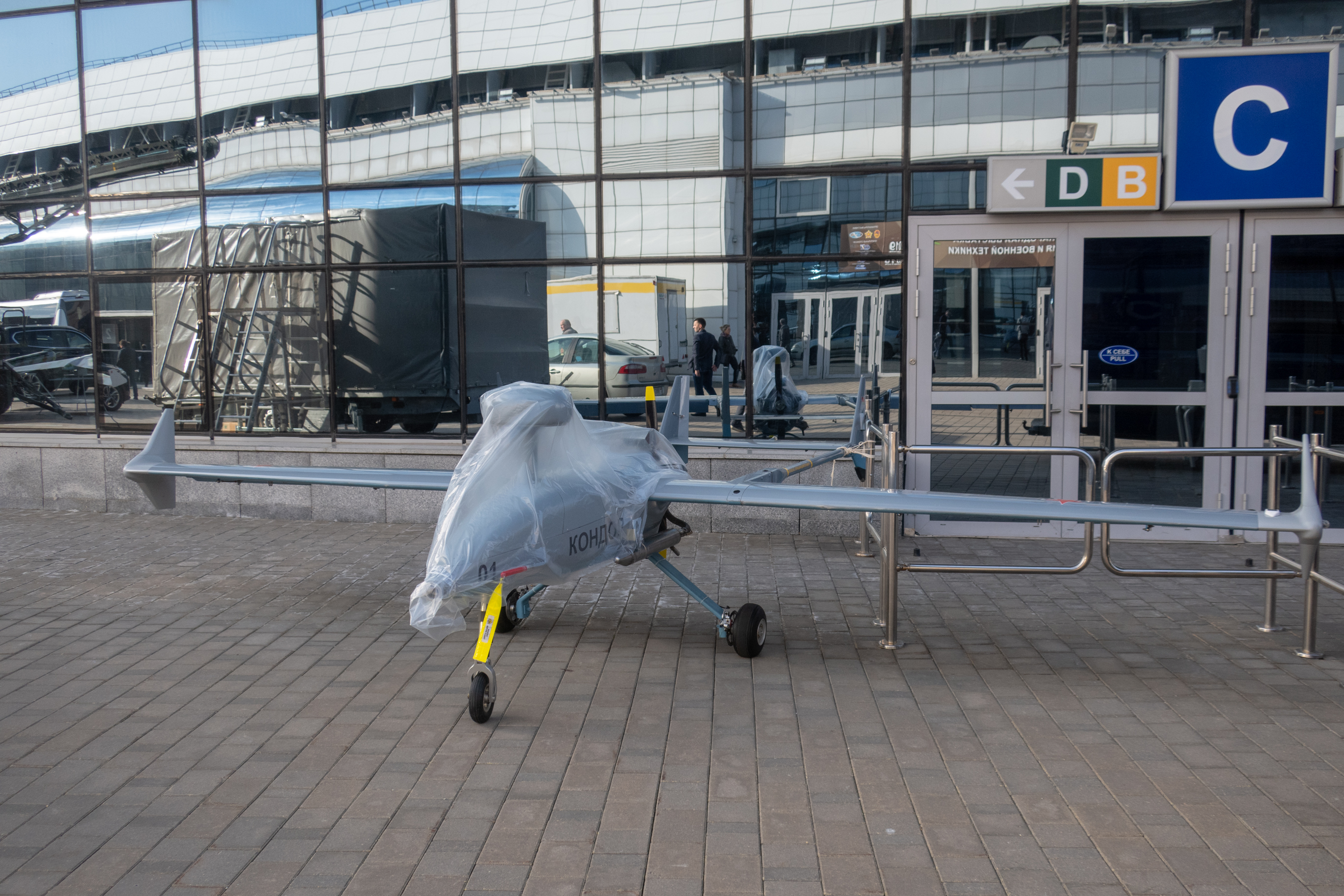
Беспилотный летательный аппарат «Кондор»

558-й авиационный ремонтный завод — важнейшее авиаремонтное производство в Белоруссии,  в городе Барановичи, одно из крупнейших в СНГ предприятий по ремонту и модернизации современной боевой авиационной техники, находящейся на вооружении в Военно-воздушных силах не только стран постсоветского пространства, но и многих государств дальнего зарубежья.

## История
История предприятия начинается с первых дней Великой Отечественной войны — 26 июня 1941 года, когда в соответствии с приказом Командующего Юго-Западным фронтом в Харькове началось формирование 38-й подвижной авиационно-ремонтной железнодорожной мастерской. В годы войны мастерская ремонтировала повреждённые в боях истребители Як-1, лёгкие бомбардировщики Су-2, бронированные штурмовики Ил-2, Ил-10.
5 апреля 1945 года 38-е подвижные авиационно-ремонтные железнодорожные мастерские Указом Президиума Верховного Совета СССР награждены орденом Красной Звезды за боевые заслуги перед Родиной в период Великой Отечественной войны. Всего за время войны силами мастерских было отремонтировано 286 самолётов различных типов.
После войны коллектив части успешно освоил ремонт реактивных самолётов МиГ-15 и МиГ-17, скоростных бомбардировщиков Ту-16.
15 июня 1963 года часть приступила к ремонту ракетной техники, но уже 10 марта 1966 года снова вернулась к восстановлению авиационной техники.
К началу 2003 года завод освоил модернизацию Су-17 (с дооборудованием самолётов станцией предупреждения об облучении СПО-15, станцией автоматической постановки помех СПС-141 и системой отстрела инфракрасных ловушек АСО-2В) и МиГ-21 (с установкой на самолёт новой бортовой РЛС «Копьё-21И», новой нашлемной системой целеуказания Ш-3УМ-1, усовершенствованного двигателя Р-25-300, нового генератора переменного тока, новой системы кондиционирования, блоков отстрела тепловых ловушек и новых топливных баков).
30 декабря 2003 года завод перешёл в ведение Государственного военно-промышленного комитета Республики Беларусь.
В дальнейшем, была освоена модернизация истребителей МиГ-29 до уровня МиГ-29БМ, а в 2005 году МиГ-29БМ поступили на вооружение 61-й истребительной авиабазы.
В январе 2009 года завод был преобразован в открытое акционерное общество.
В мае 2017 года на оружейной выставке MILEX-2017 был представлен демонстрационный образец БПЛА производства 558-го АРЗ. Кроме того, на выставке были подписаны два контракта между 558-м АРЗ и холдингом «Вертолёты России» о конструкторско-технологическом сопровождении капитального ремонта вертолётов Ми-8 и Ми-17.
В период с 7 октября 2019 года до февраля 2020 года завод отремонтировал и модернизировал восемь Су-25 ВВС Болгарии (шесть Су-25К и два Су-25УБК).
Cегодня завод является динамично развивающимся и успешно работающим на рынках стран СНГ и других государств предприятием. Это хорошо оснащённое производство с использованием современных технологий.

## Деятельность
558 Авиационный ремонтный завод занимается ремонтом самолётов Су-17 (Су-22), Су-25, Су-27, МиГ-29, Ан-2 и вертолётов Ми-8 (Ми-17) и Ми-24 (Ми-35) всех модификаций. Предприятие способно выполнять капитальный ремонт планера и всех комплектующих изделий. Успешно ведутся работы по модернизации авиатехники. Модернизированные истребители Су-27 и МиГ-29 приобретают новые возможности и расширяются области их боевого применения. В ходе модернизации проводится усовершенствование информационно-управляющего поля кабины экипажа, навигационной системы и радиолокационного прицельного комплекса, увеличивается номенклатура вооружения. Кроме того, самолёт МиГ-29 оборудуется системой дозаправки топливом в полёте. Модернизированный вертолёт Ми-8 оснащается гиростабилизированной оптико-электронной обзорно-прицельной системой, комплектом оборудования ночного видения, современным комплексом навигации и электронной индикации. В состав вооружения вертолёта могут быть введены новые управляемые средства поражения. Кроме того, на предприятии имеются собственные разработки военной техники и аппаратуры.

## Продукция
В данный момент одной из разработок, успешно прошедших испытания на ОАО «558 АРЗ», является аппаратура радиотехнической защиты «Сателлит». «Сателлит» — бортовая аппаратура индивидуальной радиотехнической защиты летательного аппарата от высокоточного радиоуправляемого оружия. Это средство постановки активных помех ракетам с активными радийными головками самонаведения классов «поверхность-воздух» и «воздух-воздух». Надёжная радиотехническая защита достигается за счёт помех, эффективно воздействующих на угломерные каналы радиолокационных станций истребителей-перехватчиков и зенитно-ракетных комплексов, а также головок самонаведения ракет.
Другой не менее важной разработкой является создание беспилотных летательных аппаратов «Гриф-1». Данный беспилотник способен нести полезную нагрузку до 25 кг и выполнять различные задачи в тактической и ближайшей оперативной глубине.
Также на предприятии ведётся изготовление окон и дверей из ПВХ и алюминия, произведён пуск линии по изготовлению стеклопакетов. 
В 2020-х намечается производство, совместно с Россией, лёгкого самолёта ЛМС-401).

## Международные санкции
Из-за вторжения России на Украину предприятие находится под санкциями всех стран Евросоюза, США, Канады, Великобритании и ряда других стран: в 2022 году завод попал в санкционный список специально обозначенных граждан и заблокированных лиц США,
1 марта 2022 санкции ввела Великобритания, 8 марта — Канада, 3 июня завод внесен в санкционные списки всех стран Евросоюза, также Новой Зеландии, Швейцарии, Японии и Украины. В феврале 2024 года США расширили свои санкции на бывшего директора завода Павла Пинигина, а в августе — на нового директора, Игоря Кузьменко.